# 威尔士小弯杆菌
威尔士小弯杆菌（学名：Varibaculum cambriense）是小弯杆菌属的下属物种。此物种是一种革兰氏阳性、厌氧且嗜温的细菌。它已从宫内节育器、人类阴道以及脓肿标本中分离。